# Iron Savior
Iron Savior é uma banda de power metal alemã. A banda aborda temas de ficção científica nas suas letras. Recentemente, são incluídos temas explorados com percepção da realidade e espírito de liberdade. Seu som é no estilo de grupos como Iron Maiden, Gamma Ray, Helloween, entre outros.

## História
Um produtor e engenheiro de som tem a capacidade de criar música fora dos bastidores? Se a pergunta for dirigida a Piet Sielck, a resposta seria IRON SAVIOR. Esse renomado produtor que tem no currículo Gamma Ray, Blind Guardian, Saxon, Grave Digger e Uriah Heep, montou um supergrupo em 1997.
Junto com Kai Hansen (ex-Helloween e GammaRay) e Thomen Stauch (ex-Blind Guardian), Piet Sielck criou o Iron Savior. Já no primeiro ano de vida lançou o primogênio auto-intitulado (Iron Savior) e caiu nas graças da crítica e foi convidado para tocar no Wacken Open Air. Ao vivo contou com a participação de Jan-S. Eckert (baixo) e Andreas Kück (teclado). O vocal ficava a cargo de Piet que também acompanhava as guitarras de Kai.
Antes de continuar a carreira com o Iron Savior, Piet que não tinha esquecido sua profissão de produtor, trabalhou junto ao Blind Guardian em seu novo álbum. Nisso Stauch que não estava conseguindo conciliar seu trabalho em ambas a bandas foi substituído por ninguém menos que Dan Zimmermann (GammaRay). Foram aproximadamente 16 shows com um público de mais de 5 mil pessoas, uma grande evolução para uma banda com apenas um álbum lançado.
Foram ao estúdio Karo, em Hamburgo, começar as gravações para o álbum seguinte, inicialmente gravaram apenas a bateria e o baixo, e o resto foi finalizado no estúdio caseiro de Piet, chamado de PowerHouse. Foi no começo de 1999 que "nasceu" Unification. O disco possui um Power Metal muito do bem tocado, destacando músicas como "Forces os Rage", "Coming Home", "The Rage" (A última cover do Judas Priest) e ainda uma versão matadora ao vivo de "Atlantis Falling". Mais uma vez a crítica apladiu, o que rendeu as tours com Grave Digger e Running Wild. O álbum alcançou #79 da parada alemã.
Como dois dos membros do Iron Savior pertencem ao Gamma Ray, Sielck nunca pôde realizar longas tours, sabiamente Piet dedicou-se ao lançamento de mais um álbum em 2001, o Dark Assault (precedido do single I've Been to Hell). Mais uma vez o álbum trazia um Power Metal matador com letras que buscavam uma temática relacionada a Ficção Científica. Kai Hansen já não podia se dedicar 100% a banda e nesse álbum fez apenas certas participações. As partes das guitarras foram quase todas feitas por Joachim "Piesel" Küster, engenheiro de som tanto do Iron Savior quanto do GammaRay. Dan também decidiu sua saída para dedicar-se mais ao GammaRay e ao projeto Freedom Call, em seu lugar entrou Thoma Nack (ex-GammaRay).
2002 foi o ano do mais novo lançamento, Condition Red. Esse destaca-se pelo seu peso e alta agressividade, um heavy metal puro tocado com maestria. Alternado pegadas fortes como "Titans of Our time" e "Protector" e algumas músicas mais cadenciadas como "Warrior" e Mindfeeder".
O próximo álbum, Battering Ram, que mantém o mesmo estilo da banda, ou seja, um Power Metal pesado e alegre, bem feito e bem composto, com um toque levemente comercial e letras que tratam, em sua maioria, de temas de ficção-científica com um nível de qualidade bem equilibrado durante todo o álbum.
Megatropolis tem momentos bem Speedy Metal, como em Running Riot, que além do nome, o som lembra o Running Wild, e já serve para abrir muito bem o disco. The Omega Men tem um ‘riff’ característico Helloween/GammaRay. Flesh parece fugir um pouco deste esquema do Metal clássico que é evidente no som do Iron Savior, o que mostra que o grupo consegue unir as ótimas influências com uma ‘pegada’ mais moderna, mas sem perder as características do estilo.

## Integrantes

### Membros atuais
- Piet Sielck – vocal e guitarra (1996 - atualmente)
- Jan-Sören Eckert – baixo e vocal de apoio (1997 - 2003 - 2011 - atualmente)
- Joachim "Piesel" Küstner – guitarra e vocal de apoio (2000 - atualmente)
- Thomas Nack – bateria e percussão (1999 - atualmente)

### Ex-membros
- Kai Hansen – vocal e guitarra (1996 - 2001)
- Yenz Leonhardt – baixo e vocal de apoio (2003 - 2011)
- Andreas Kück – teclado e vocal de apoio (1998 - 2003)
- Dan Zimmermann – bateria (1997 - 1999)
- Thomas "Thomen" Stauch – bateria (1996 - 1998)

## Discografia
Álbuns
- 1997: Iron Savior
- 1999: Unification
- 2001: Dark Assault
- 2002: Condition Red
- 2004: Battering Ram
- 2007: Megatropolis
- 2011: The Landing
- 2014: Rise of the Hero
- 2016: Titancraft
- 2019: Kill Or Get Killed

EP
- 1998: Coming Home
- 1999: Interlude
- 2000: I've Been to Hell